# Kyffhäuser
De Kyffhäuser is een heuvelrug op de grens van de Duitse deelstaten Thüringen en Saksen-Anhalt. De heuvelrug is circa 19 km lang en 7 km breed. Het hoogste punt is de Kulpenberg in Thüringen met 473,4 meter. De naam Kyffhäuser zou afgeleid kunnen zijn van het woord cuffese wat piek of hoofd betekent.

## Geschiedenis

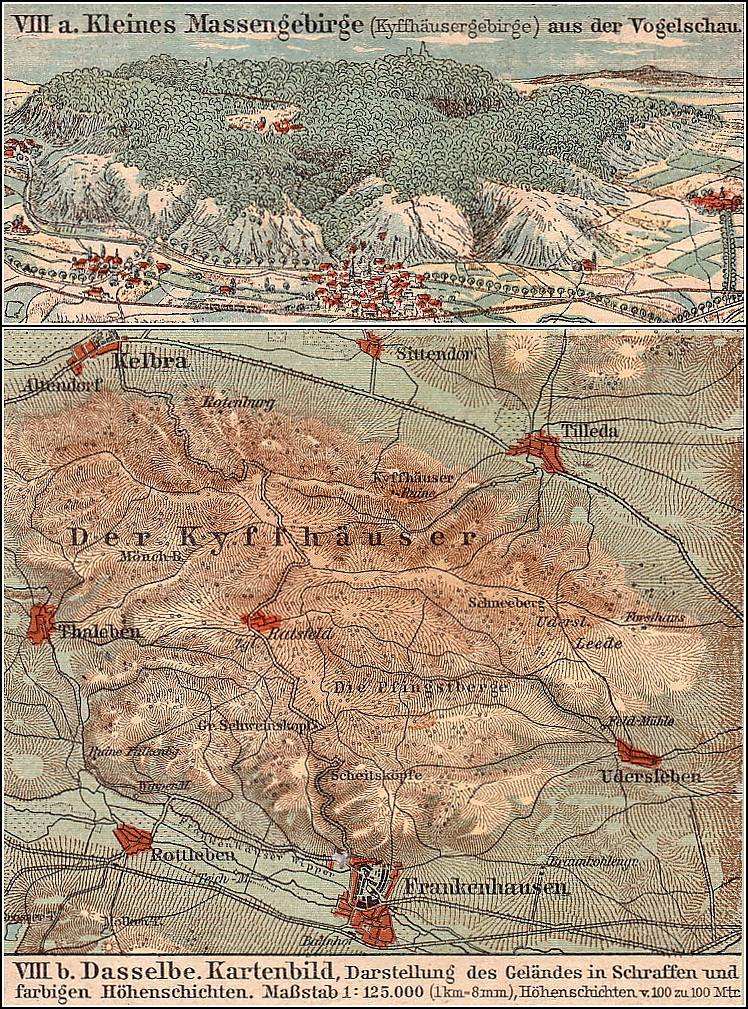
19e-eeuwse kaart van het gebied

De nederzetting Tilleda op de noordelijke flank van de heuvelrug werd reeds aan het begin van de 9e eeuw genoemd in het Breviarium Lulli als Dullide, behorend tot de abdij van Hersfeld. In 972 wordt in het huwelijkscertificaat van keizerin Theophanu melding gemaakt van een keizerpalts bij Tilleda. Het eerste kasteel op de heuvel boven de nederzetting zou zijn gebouwd door keizer Hendrik IV, in verband met het conflict dat hij had met de Saksen. Zijn zoon Hendrik V erfde de ruïne en het kasteel werd uiteindelijk in 1119 door de Saksische hertog en later rooms-koning Lotharius III van Supplinburg verslagen. Lotharius op zijn beurt begon in zijn nadagen met de wederopbouw van de burcht. De Reichsburg Kyffhausen werd uiteindelijk voltooid onder keizer Frederik I Barbarossa.
Aan de zuidkant van de heuvelrug vond in 1525, tegen het einde van de Duitse Boerenoorlog, de bloedige Slag bij Frankenhausen plaats. Daaraan herinnert op de sindsdien  Schlachtberg geheten heuvel, ten noorden van het kuuroord Bad Frankenhausen/Kyffhäuser een in 1987 voltooid museum met daarin een groot panoramaschilderij, dat deze veldslag verbeeldt.

## Legende

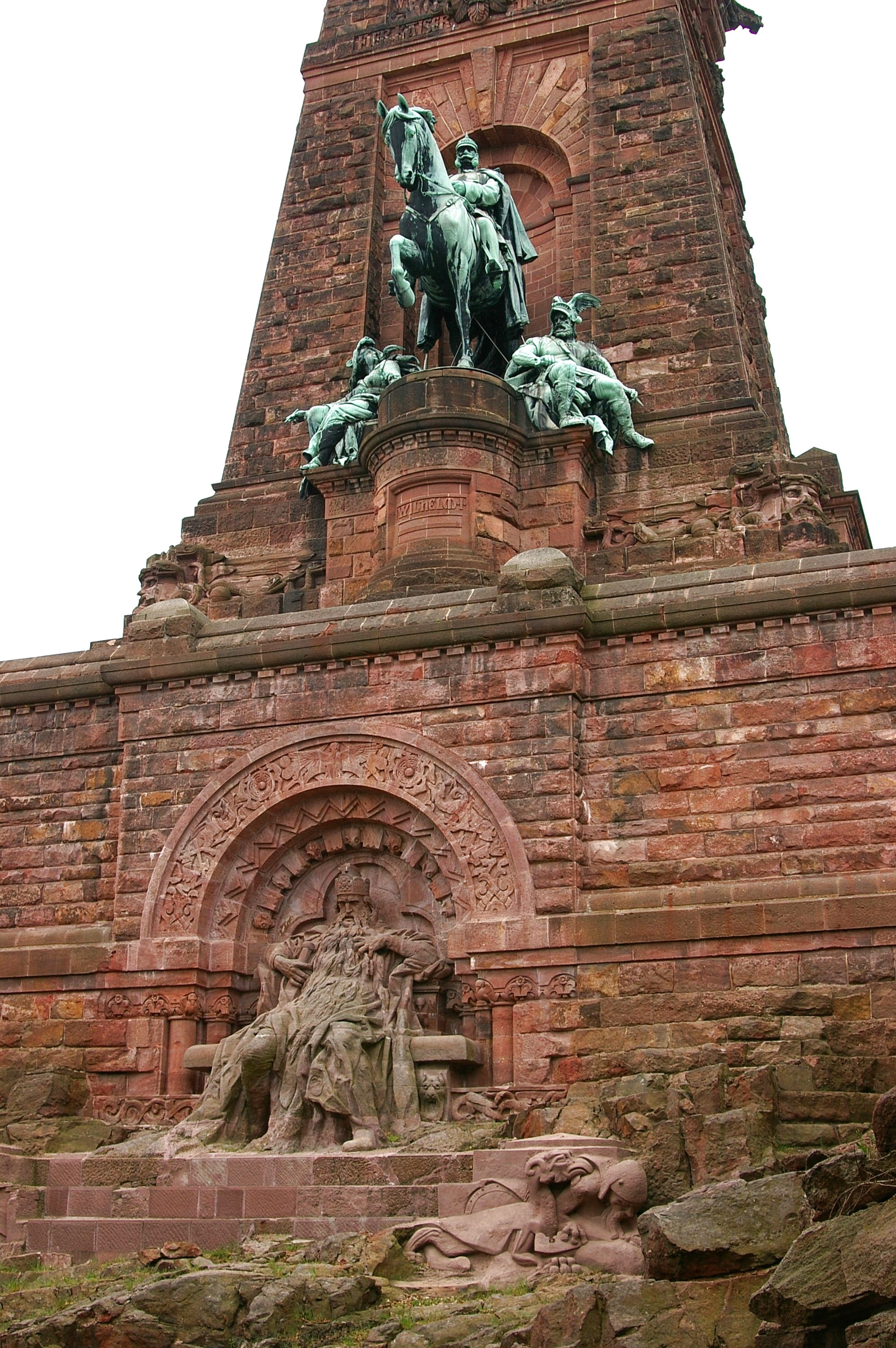
Kyffhäusermonument met keizer Wilhelm I te paard en eronder Frederik Barbarossa

De Kyffhäuser speelt een belangrijke rol in de Duitse traditionele mythologie. Hier zou de rustplaats zijn van keizer Frederik Barbarossa, die op 10 juni 1190 verdronk in de Selef nabij de stad Silifke tijdens de Derde Kruistocht. Volgens de legende zou Barbarossa niet dood zijn, maar zittend aan een stenen tafel slapen in een verborgen kamer onder de heuvels. Zijn baard zou door de eeuwen heen zo lang geworden zijn dat hij door de tafel is gegroeid. Net als in het vergelijkbare Arthurverhaal zou Barbarossa wachten op het moment dat zijn vaderland in de grootst denkbare nood verkeert, waarop hij zal verschijnen om het te redden. De raven die om de heuvels cirkelen zouden een aanwijzing zijn voor zijn aanwezigheid. 
In 1890–1896 werd een monument voor de overleden keizer Willem I gebouwd op de ruïnes van het Kyffhäuserkasteel. Door Willems ruiterstandbeeld boven Barbarossa te plaatsen, benadrukten de Hohenzollern dat ze in de lijn stonden van de middeleeuwse keizer en door de Duitse eenwording diens rijk hadden hersteld. Het legitimeerde de keizerlijke positie door continuïteit te claimen tussen de rijken van Karel de Grote, de Hohenstaufen (de dynastie waartoe Barbarossa hoorde) en het keizerrijk onder de Hohenzollern. Deze Mythe van het Rijk werd later door Hitler en de nazi's ook gretig gebruikt. Hitler toonde in het openbaar veel respect voor de voormalige Kaiser en zijn functionarissen, en had plannen de grote monumenten uit de Kaisertijd op te knappen, dan wel een mooiere plek te geven. Hij creëerde de mythe dat de nazitijd het logische gevolg was van de neergang van het keizerrijk.
De vorst in de Kyffhäuserlegende zou oorspronkelijk niet Frederik Barbarossa, maar zijn illustere kleinzoon, keizer Frederik II (1194-1250), zijn geweest.

## Toerisme
Tegenwoordig zijn de heuvels een populaire toeristische trekpleister. Er is een gerestaureerd middeleeuws kasteel uit de 11e eeuw. Ook is er het Kyffhäusermonument. Dit werd in 1896 opgericht ter ere van keizer Wilhelm I en Frederik Barbarossa.